# Alto Urgel
El Alto Urgel (oficialmente en catalán, Alt Urgell) es una comarca española, situada en la provincia de Lérida, Cataluña. Limita al norte con Andorra, con las comarcas de la Baja Cerdaña, Bergadá y Solsonés por el este y con la Noguera, Pallars Jussá y Pallars Sobirá por el oeste. Constituye el núcleo originario del Condado de Urgel. La capital es Seo de Urgel. El Alto Urgel comprende la subcomarcas del Baridá, Segre Mitjà (Oliana y Basella) y el Urgelet; este último es la comarca natural que comprendre casi todo el Alto Urgel y es el origen del nombre Urgel.
La comarca del Alto Urgel es la segunda más grande de Cataluña, después de la Noguera. Sin embargo, es una de las menos pobladas. La comarca tiene un total de diecinueve municipios, pero existe un gran número de localidades integradas en los municipios existentes. 

## Geografía

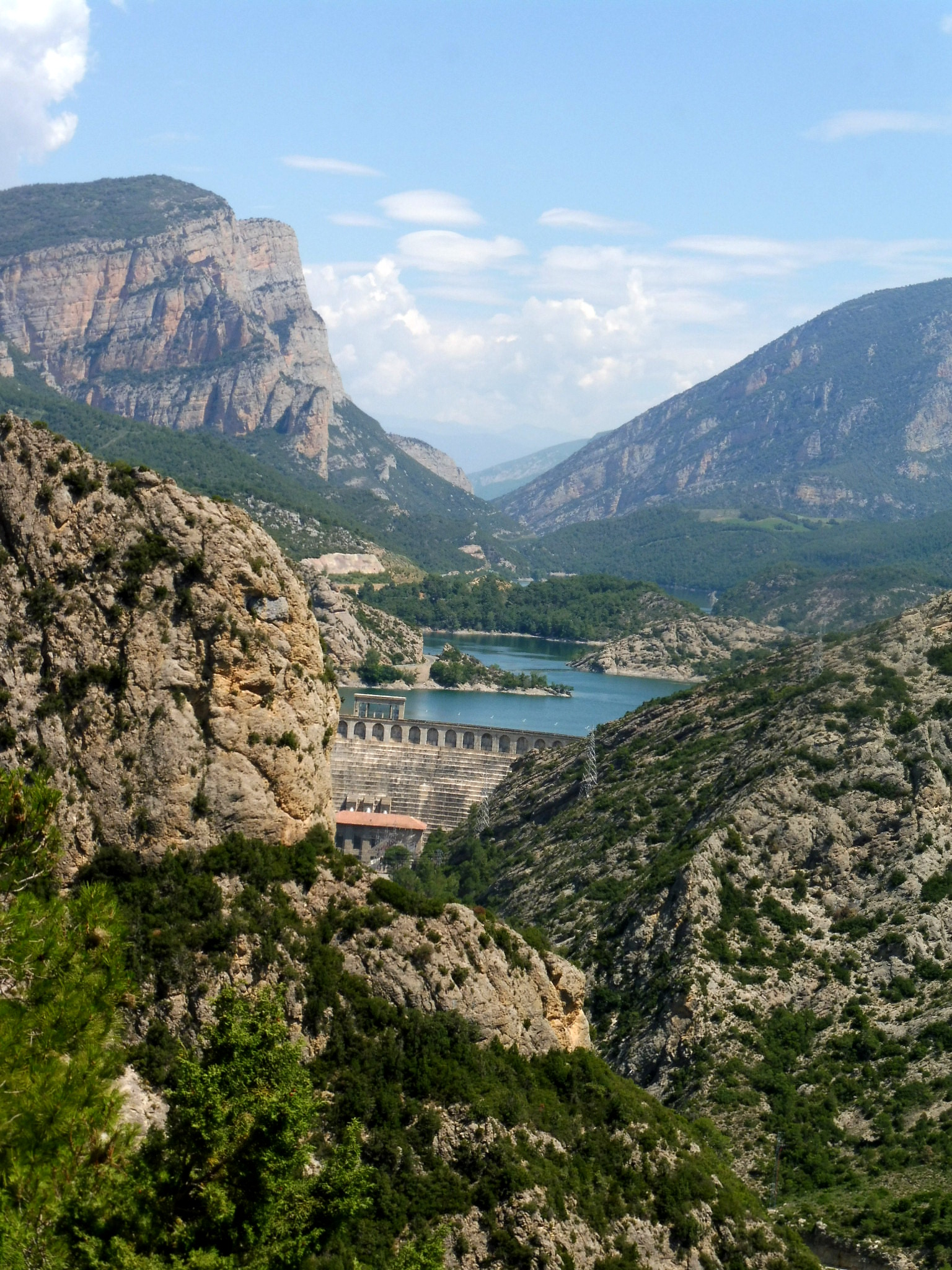
Embalse de Oliana.

El Alto Urgel tiene una forma alargada, como una especie de pirámide invertida. La longitud le es dada por los 46 km del río Segre, que riega el valle principal y es el eje de la comarca, mientras que la anchura le viene marcada por 22 km del río de Lavansa, 16 km del río de Pallerols y 12 km de la Valira, que corren por su sector de más al norte, hasta juntarse con el Segre.
Se encuentra en los Pirineos, en el noroeste catalán. Limita con las comarcas de la Cerdaña, el Bergadá y el Solsonés por el lado este, los dos Pallars por el oeste, la Noguera por el sur y Andorra por el norte.
Se puedem distinguir en ella tres sectores diferentes: en el noreste se encuentra la comarca natural del Baridá, dividida entre la Cerdaña y el Alto Urgel. Siguiendo el curso del Segre, que en esta zona forma un desfiladero muy profundo, llega al estrecho de Mollet, que supone el límite entre el Baridá y el Urgelet. El Urgelet, como el Baridá, es una comarca natural e histórica que corresponde a casi todo el Alto Urgel. Siguiendo el curso del río, ya dentro del Urgelet, se encuentra el estrecho de las Cabanotas, canal de la Quera, o el Forat de la Seo. En esta zona, el Segre continúa su desfiladero hasta llegar a la llanura de la Seo, la llanura más grande del Urgelet y la zona más poblada. El otro sector se sitúa en el límite con el embalse de Oliana, el fin del Urgelet y el inicio de la ribera de Oliana, Peramola y Basella. Este último sector meridional del Alto Urgel está a medio paso del Prepirineo y la depresión central catalana.
El nombre de la comarca tiene su origen en la región del Urgelet y la ciudad de Urgel, antiguo nombre de la Seo de Urgel, donde se formó el condado de Urgel, pero que con la extensión de este hacia el sur, subdividió el condado y se creó un vizcondado del Alto Urgel.

### Clima
El clima de la comarca es muy variable, debido a su complicada orografía. Mientras en las partes más meridionales de la comarca predomina el clima mediterráneo, en las zonas más al norte y de mayor altura predomina el clima de alta montaña. Entre estos dos tan diferenciados, hay una transición de climas, condicionados básicamente por los relieves de la zona.
Las precipitaciones anuales son muy variables según el lugar de la comarca. Las zonas más lluviosas de la alta montaña superan los 1000 mm anuales.  Alrededor de los 700 mm anuales precipita en los valles del extremo norte y el mínimo lo encontramos en la zona más meridional de la comarca, con registros inferiores a los 650 mm. En verano, el máximo de lluvias se da en la zona de montaña, el mínimo en invierno en toda la comarca. Es un clima, por tanto, seco y frío en invierno, fresco y lluvioso en primavera y principios de verano, caluroso y seco al final de verano y principios de otoño, y fresco y húmedo en otoño. La vegetación es continental, en gran parte submediterránea.

## Municipios y habitantes

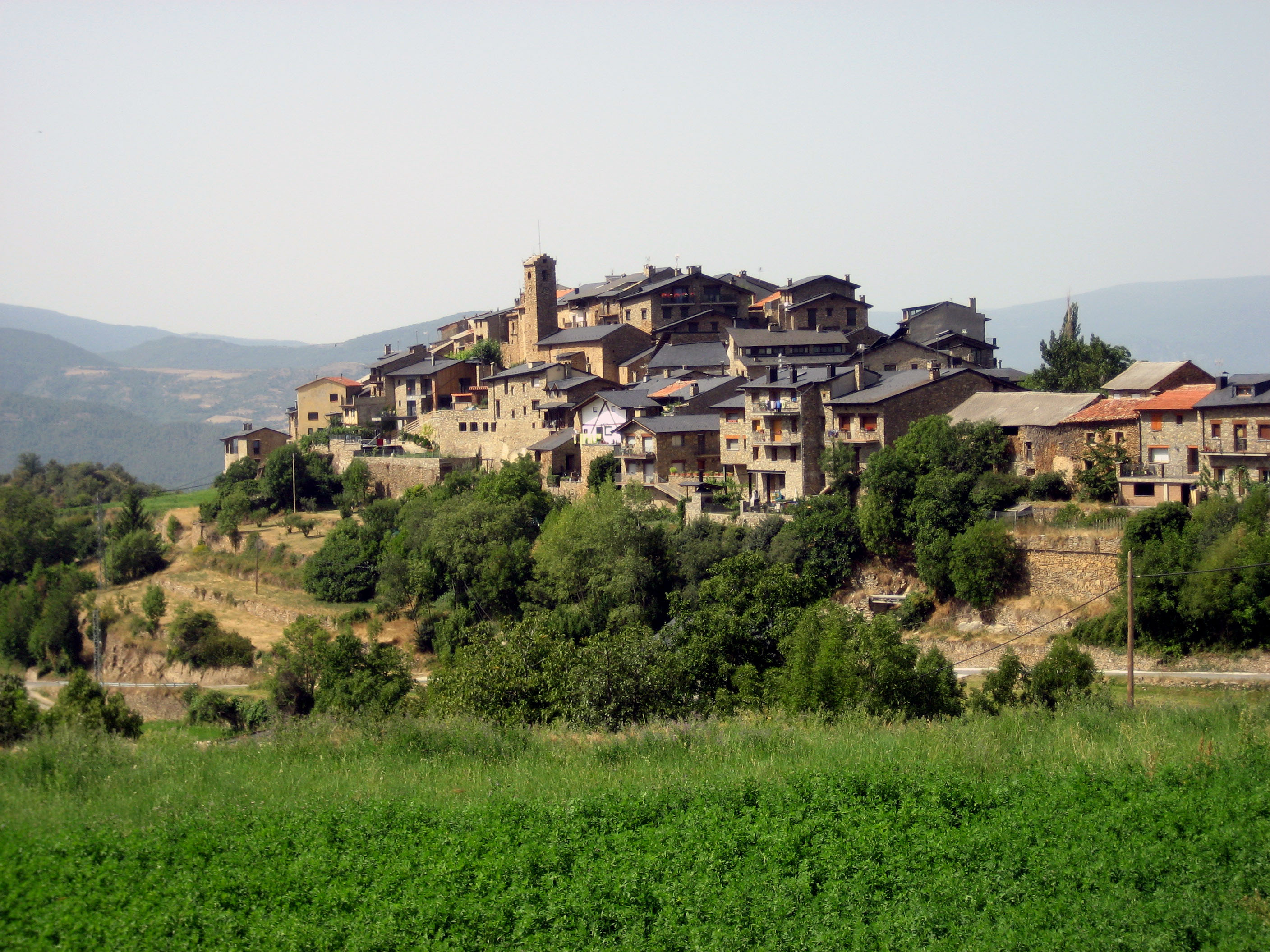
Estamariu.

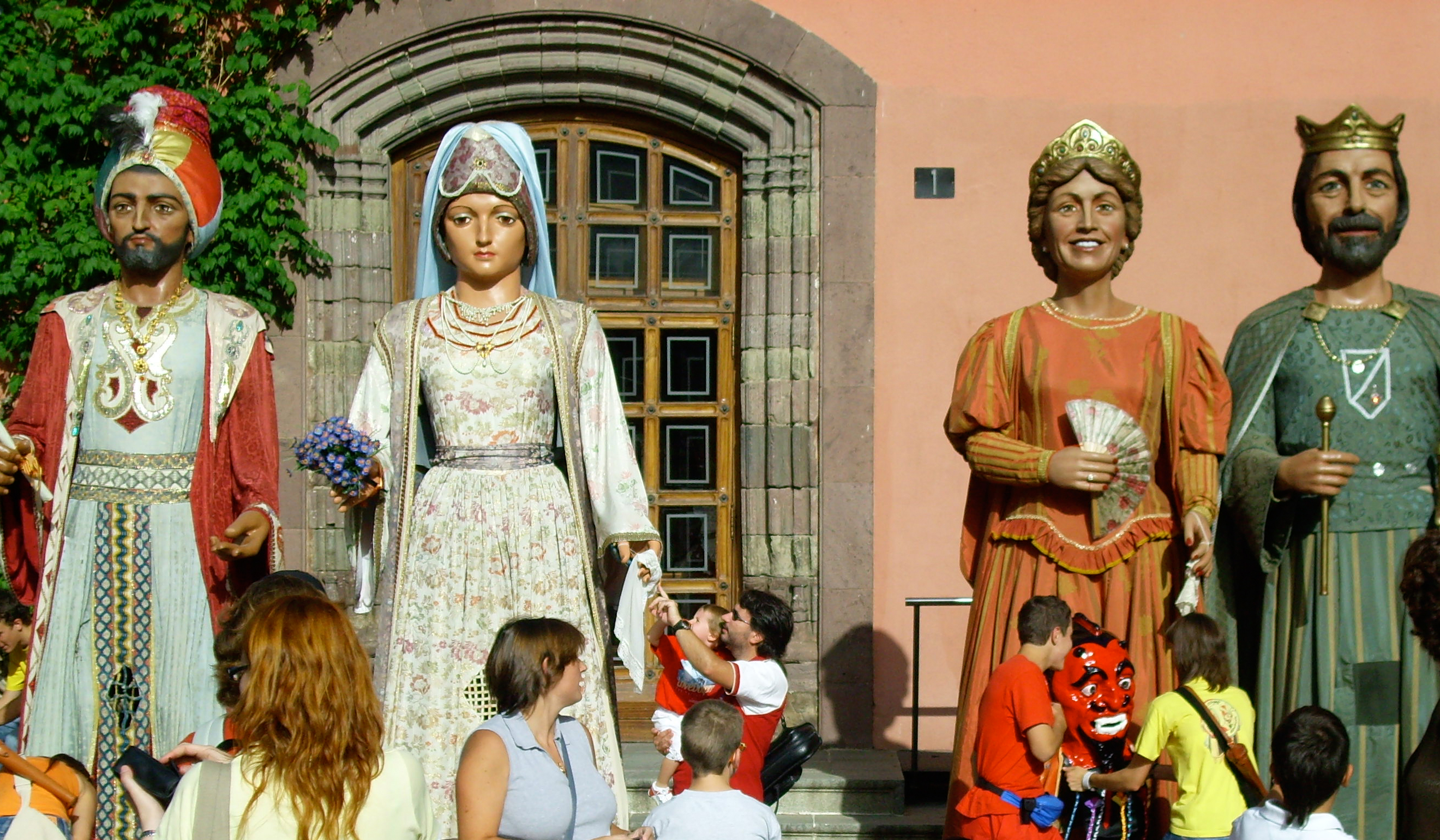
Gigantes y cabezudos en la fiesta mayor de la Seo de Urgel.

| Municipio                              | Habitantes | Municipio                                     | Habitantes |
| -------------------------------------- | ---------- | --------------------------------------------- | ---------- |
| Alás Serch (Alàs i Cerc)               | 404        | Arseguell (Arsèguel)                          | 100        |
| Basella (Bassella)                     | 256        | Cabó                                          | 104        |
| Cavá (Cava)                            | 56         | Coll de Nargó                                 | 618        |
| Estimaríu (Estamariu)                  | 117        | Fígols y Aliñá (Fígols i Alinyà)              | 254        |
| Josa Tuixent (Josa i Tuixén)           | 176        | Montferrer Castellbó (Montferrer i Castellbò) | 856        |
| Oliana                                 | 1939       | Orgañá (Organyà)                              | 961        |
| Peramola                               | 377        | Aristot Toloríu (El Pont de Bar)              | 193        |
| Ribera de Urgellet (Ribera d'Urgellet) | 935        | Seo de Urgel (La Seu d'Urgell)                | 12 533     |
| Valles d'Aguilar (Les Valls d'Aguilar) | 315        | Valles del Valira (Les Valls de Valira)       | 810        |
| La Vansa Fornols (La Vansa i Fórnols)  | 196        |                                               |            |

## Economía
La viña de los Pirineos fue importante y habitual durante mucho siglos hasta que la filoxera, a finales del siglo XIX, provocó la desaparición de este cultivo. Mientras en otros lugares de Cataluña se recuperaron, en el Alto Urgel se introdujo la vaca de leche. La vaca de leche fue introducida por Josep de Zulueta, que impulsó el cambio agrario. Así, se sustituyeron las viñas y los campos de cereales (cultivo de secano) por prados para pastar. Se creó la Cooperativa Lechera Cadí conocida por la mantequilla y los quesos del Alto Urgel y la Cerdaña.
Todavía se observan las terrazas donde se cultivaban las viñas en los pueblos alto urgelencs de El Pont de Bar y Valles del Valira, cerca de la Seo de Urgel, entre otros. El Pont de Bar es un ejemplo de aprovechamiento de la tierra para cultivo de la vid. Sus terrazas suben aún desde la ribera del Segre hasta los pueblos de Aristot y Castellnou, encaramados en la montaña.
En El Pont de Bar también se encuentra el museo de la viña y el vino de montaña, ubicado en el antiguo corral de Cal Teixidoret, a la entrada del nuevo pueblo, reconstruido después de las inundaciones del 1982. Arriba, se expone todo lo que hace referencia al cultivo de la viña, mientras que en el piso de abajo está dedicado a la elaboración del vino.

## Política

### Consejo Comarcal de Alto Urgel
Junts per Catalunya-Compromís Municipal: 9
Partido de los Socialistas de Catalunya-Candidatura de Progrés: 5
Esquerra Republicana de Catalunya-Acord Municipal: 4
Candidatura de Unidad Popular-Alternativa Municipalista: 1

## Gastronomía
De esta zona son dos productos con denominación de origen:
- Mantequilla del Alto Urgel y la Cerdaña
- Queso del Alto Urgel y la Cerdaña